# Filippo Giudice Caracciolo
Filippo Giudice Caracciolo (ur. 27 marca 1785 w Neapolu, zm. 29 stycznia 1844 tamże) – włoski duchowny katolicki, kardynał, arcybiskup Neapolu, filipin.

## Życiorys
Pochodził z arystokratycznego rodu. W 1802 wstąpił do zakonu filipinów. Święcenia kapłańskie przyjął 18 marca 1809 w Neapolu. 21 lutego 1820 został wybrany biskupem Molfetty. 27 lutego 1820 w Rzymie przyjął sakrę z rąk kardynała Laurentiusa Litty. 15 kwietnia 1833 objął stolicę metropolitalną Neapolu, na której pozostał już do śmierci. 29 lipca 1833 Grzegorz XVI wyniósł go do godności kardynalskiej z tytułem prezbitera Sant’Agnese fuori le mura.